# Aa matthewsii
Aa matthewsii je vrsta orhideje (porodica kaćunovke, Orchidaceae) iz reda šparogolike. Raste u Peruu i zapadnoj Boliviji. Nekada je uključivana u rod Altensteinia. Gomoljasti geofit.